# Vin d'amphore

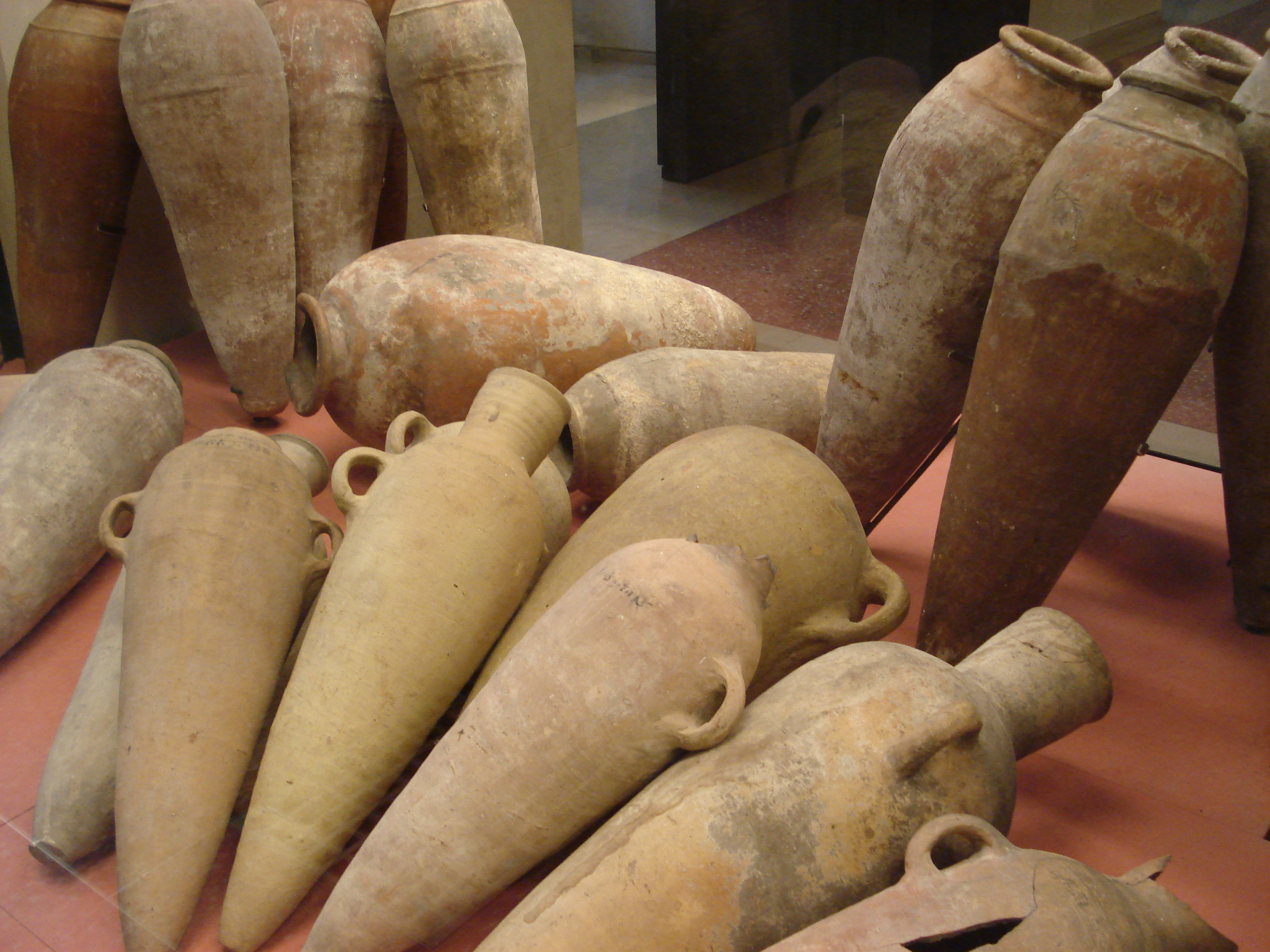
Amphores à vin égyptiennes, époque thinite

Le vin d'amphore est issu d'une vinification et/ou d'un élevage en amphore.

## Histoire

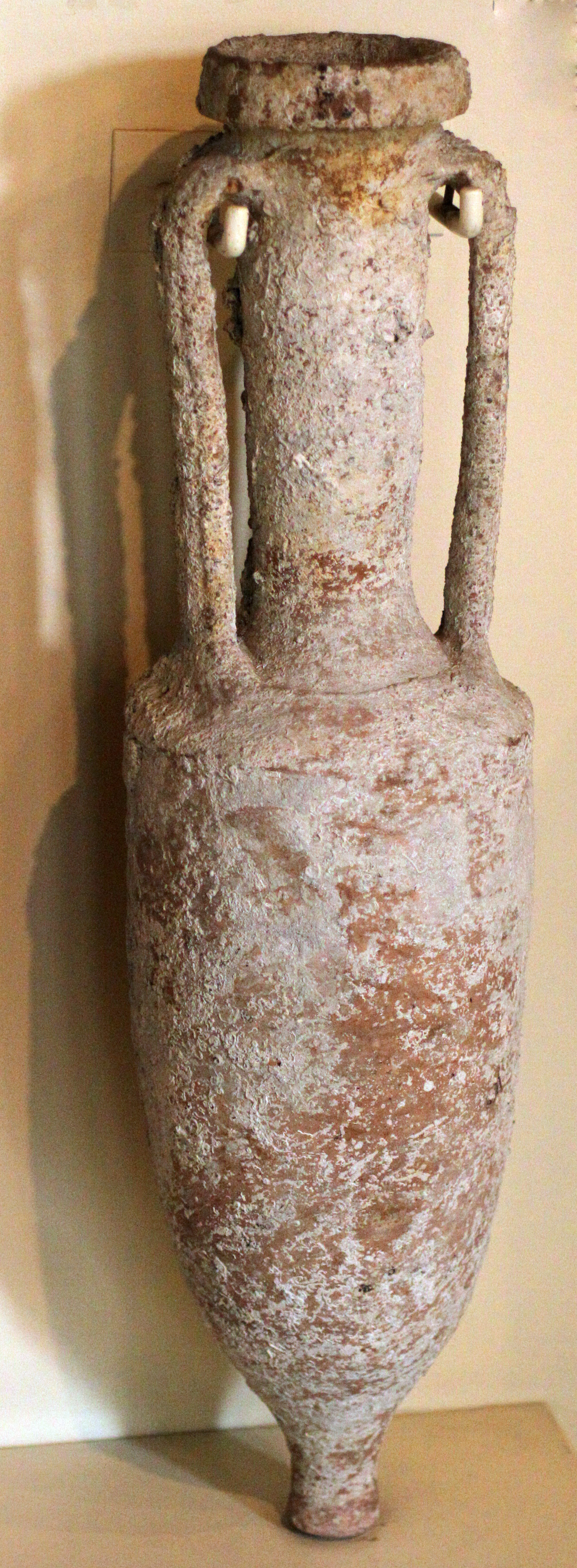
Amphore à vin, -200 av. J.-C., terre cuite 99x27 cm - Issue d'une épave proche de l'île de Riou (origine Grande Grèce, Campanie)
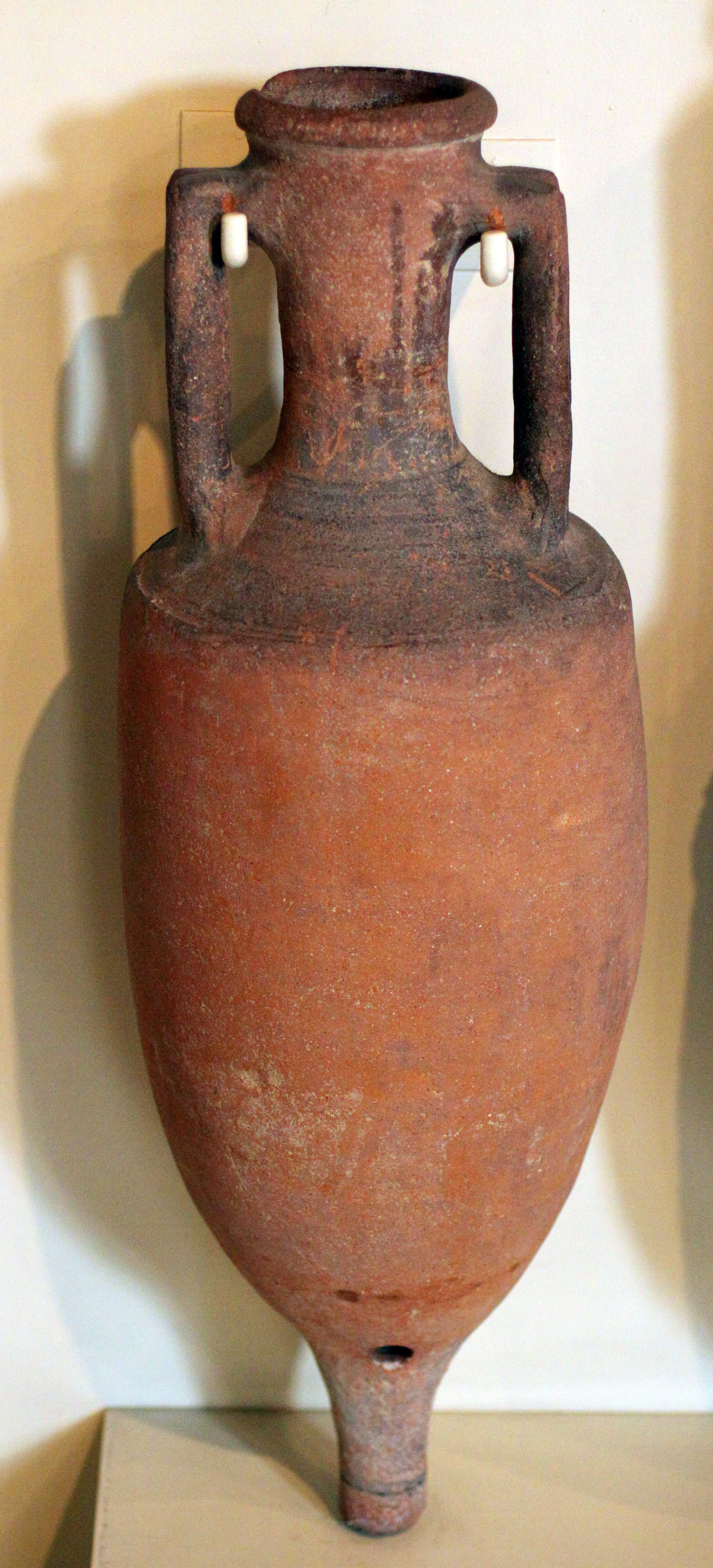
Amphore à vin, Ier siècle apr. J.-C., terre cuite 92x29 cm - Originaire de Vienne

### Antiquité
Les amphores vinaires sont utilisées principalement dans le commerce pour le transport dans les civilisations grecques, romaines, gauloises.

## Fabrication

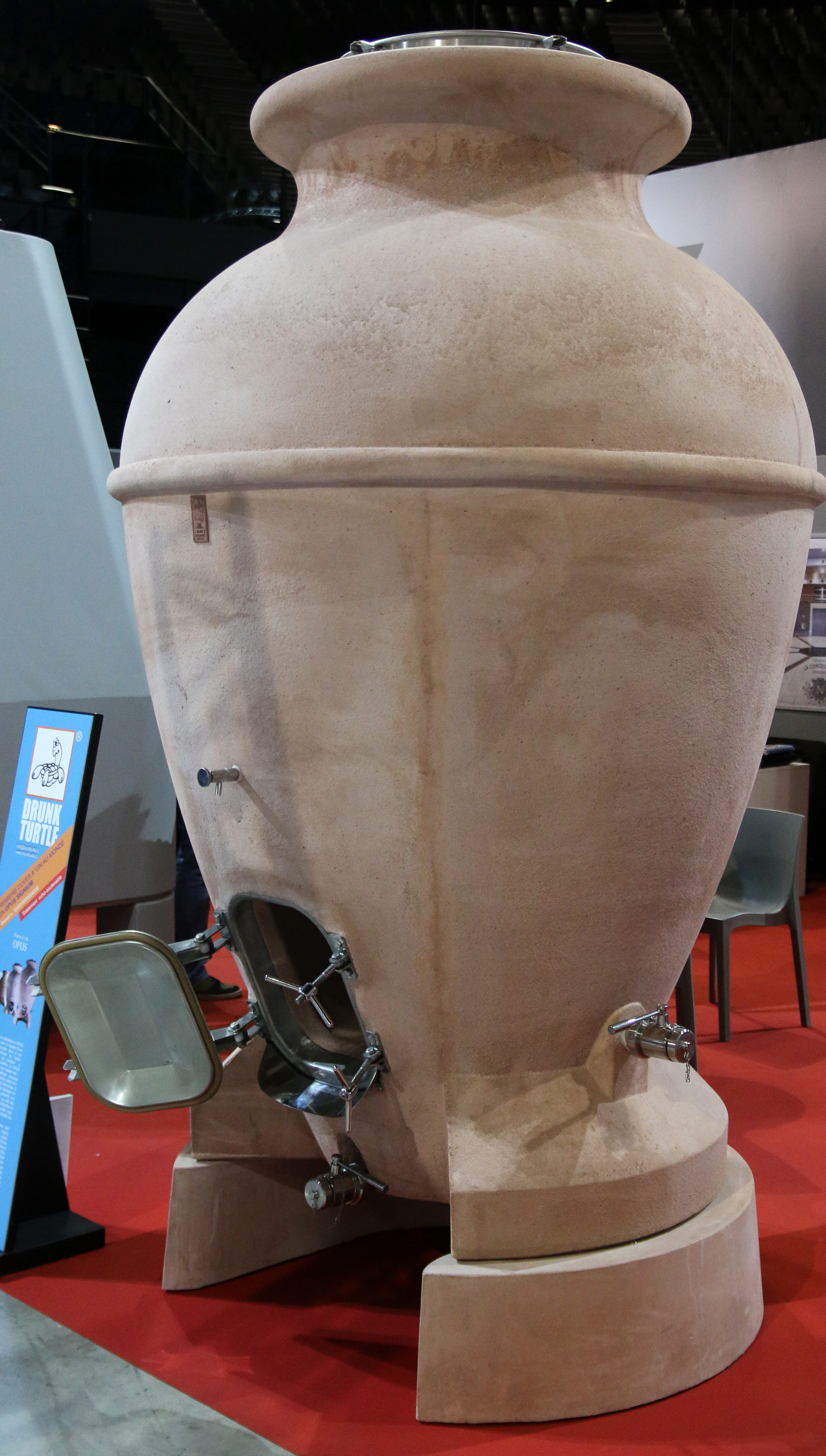
Cuve en forme d'amphore

L'amphore est fabriquée à partir d'argile épurée ou d'un mélange d'argiles et de minéraux comme la silice. Il faut de l'eau pour délayer l'argile, et du bois ou un autre combustible pour la cuisson. Le plus fréquemment, c'est le tournage qui est utilisé pour la façonner.

## Les différentes contenances
Une amphore de vinification a une capacité de 3 à 9 hectolitres environ, pour le transport les dimensions peuvent être réduites afin de faciliter sa manutention.
Il existe des cuves en formes d'amphores, mais pouvant être fabriquées en béton, seule la forme reste fidèle, elles peuvent être équipées de portes et avoir une capacité bien supérieure allant jusqu'à plusieurs dizaines d'hectolitres. L'intérêt du matériau est donc annihilé, tout comme une amphore recouverte de résine, la porosité de l'argile n’étant plus présente.

## Intérêt œnologique

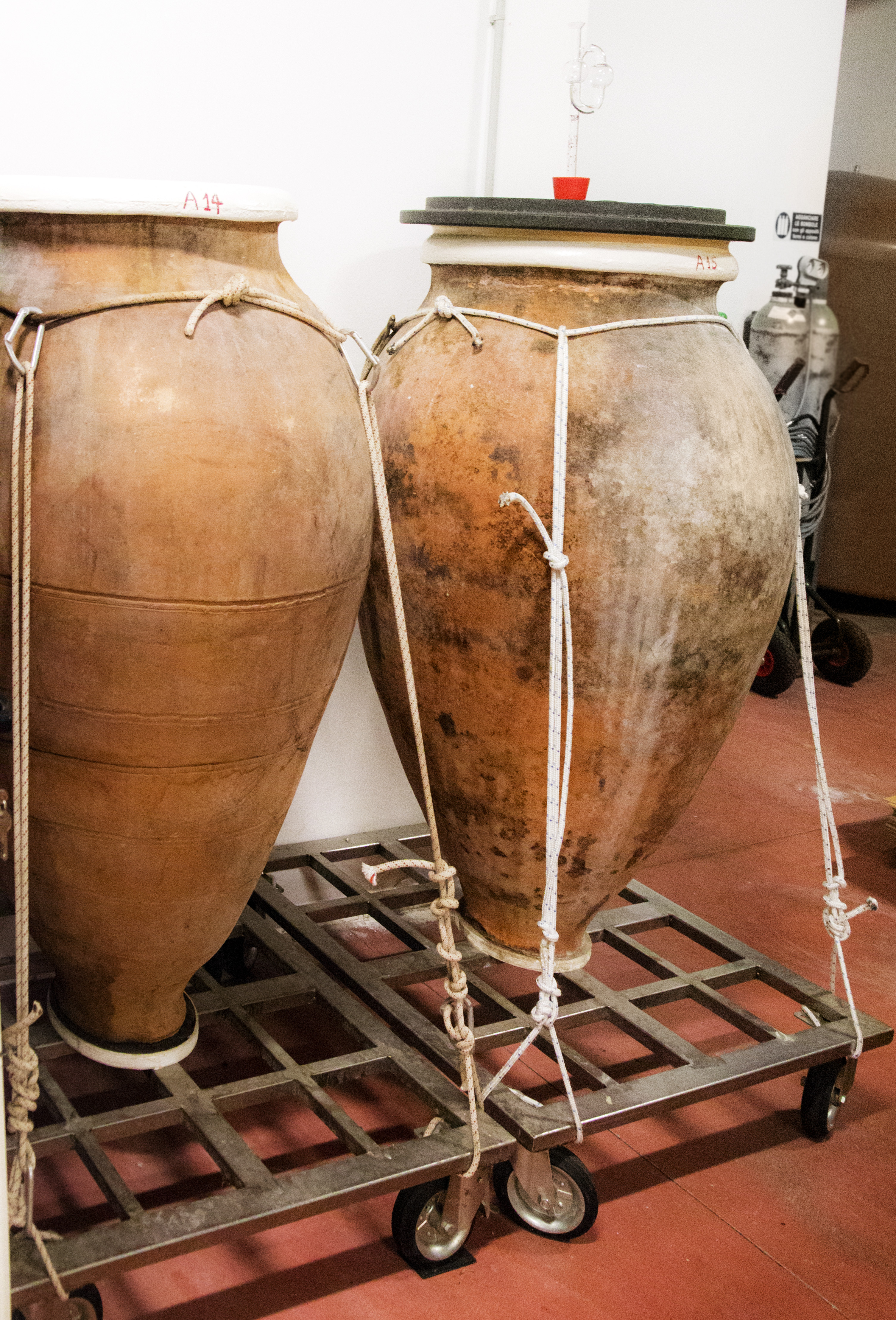
Amphores de vinification

Les amphores présentent des caractéristiques de capacité et de matériau proches de celles du tonneau, à la différence de ne pas conférer de tanins au vin, ni d'arômes de boisé. Selon le matériau utilisé et le mode de cuisson, la porosité sera très importante comme la terre cuite à modérée comme la céramique microporeuse et jusqu'à quasi nulle pour des grès quasiment vitrifiés. Cette porosité de l'amphore permet une micro-oxygénation naturelle du vin, similaire à celle obtenue avec les tonneaux, mais sans les apports du bois.

Cuveries d'amphores enterrées
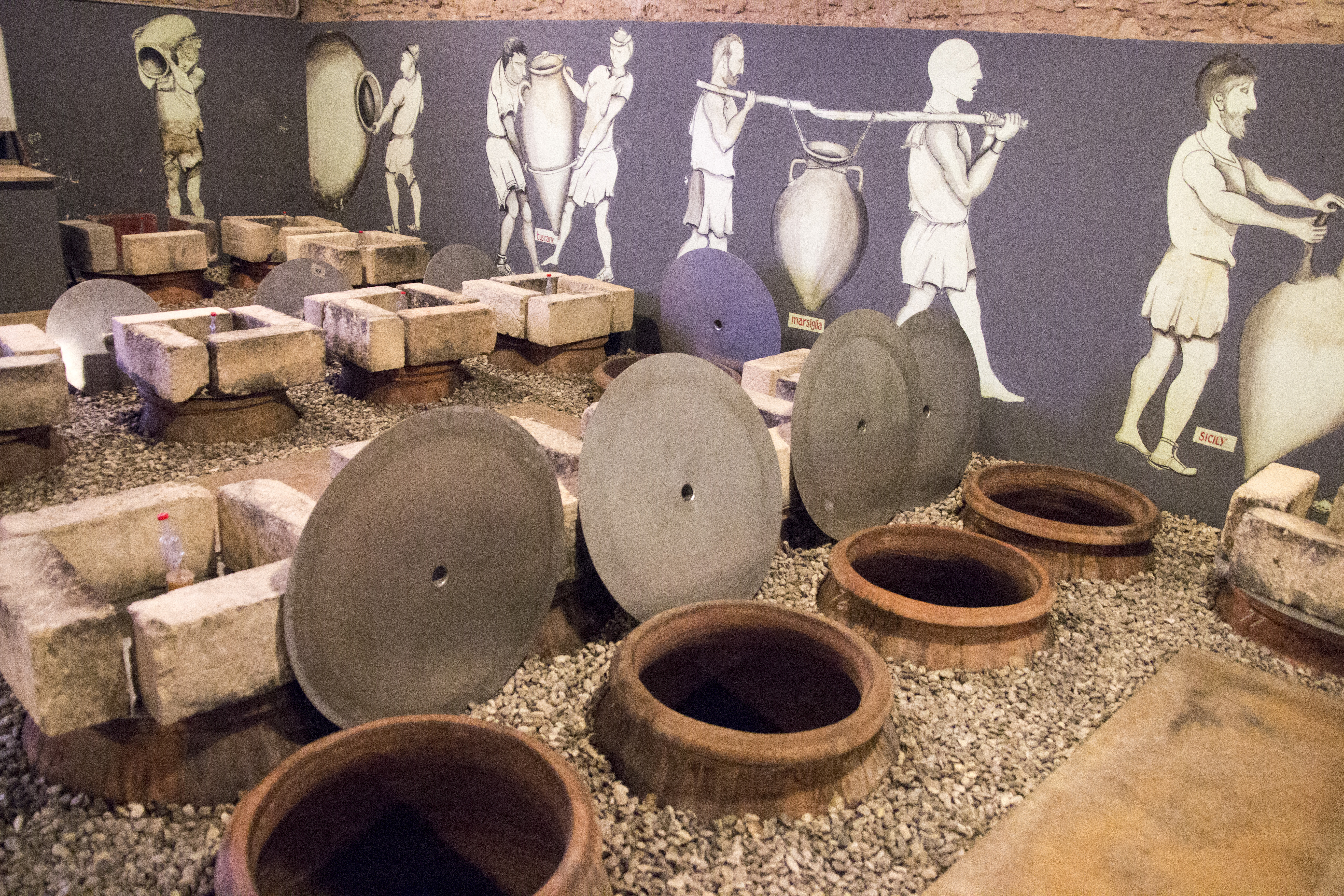
Amphores d'argile brute, COS, en Sicile
Amphores recouvertes de résine alimentaire, Frank Cornelissen, en Sicile

### Vinification
La vinification en amphore est possible pour le vin rouge, comme pour le blanc, en vendange entière (avec les rafles) ou éraflée. Le vin orange peut également être vinifié dans ce type de récipient et lui est fréquemment associé par les producteurs.
La durée de la vinification et de la macération peut aller de quelques jours à plusieurs mois, selon le cépage, et le type de vin recherché.
Les amphores sont partiellement fermées pour conserver le gaz carbonique issu de la fermentation, selon le même principe que la vinification en fût.

### Élevage
Les amphores peuvent servir au stockage et au transport du vin. La porosité de l'argile confère des propriétés similaires au tonneau sur le point de vue de la micro-oxygénation du vin.
Lors de l’élevage les amphores sont fermées, hermétiquement afin de les protéger de l’air, par disques de pierre ou de métal et avec la possibilité d'ajouter un joint entre les deux pour assurer l’étanchéité.

## Production
Un regain d'intérêt est observé durant l'époque contemporaine pour la vinification en amphore, notamment dans les zones méditerranéennes comme l'Italie , l'Espagne (vino de tinaja, vino de pitarra), la France,, et le Portugal (vinho de talha),.
Fabricants : France (Vin et Terre), Italie (TAVA Anfore, Carbone Wine Jar, Artenova, Clayver, SIRIO Anfore), Espagne (Ceramicarles, etc.).

## Marketing

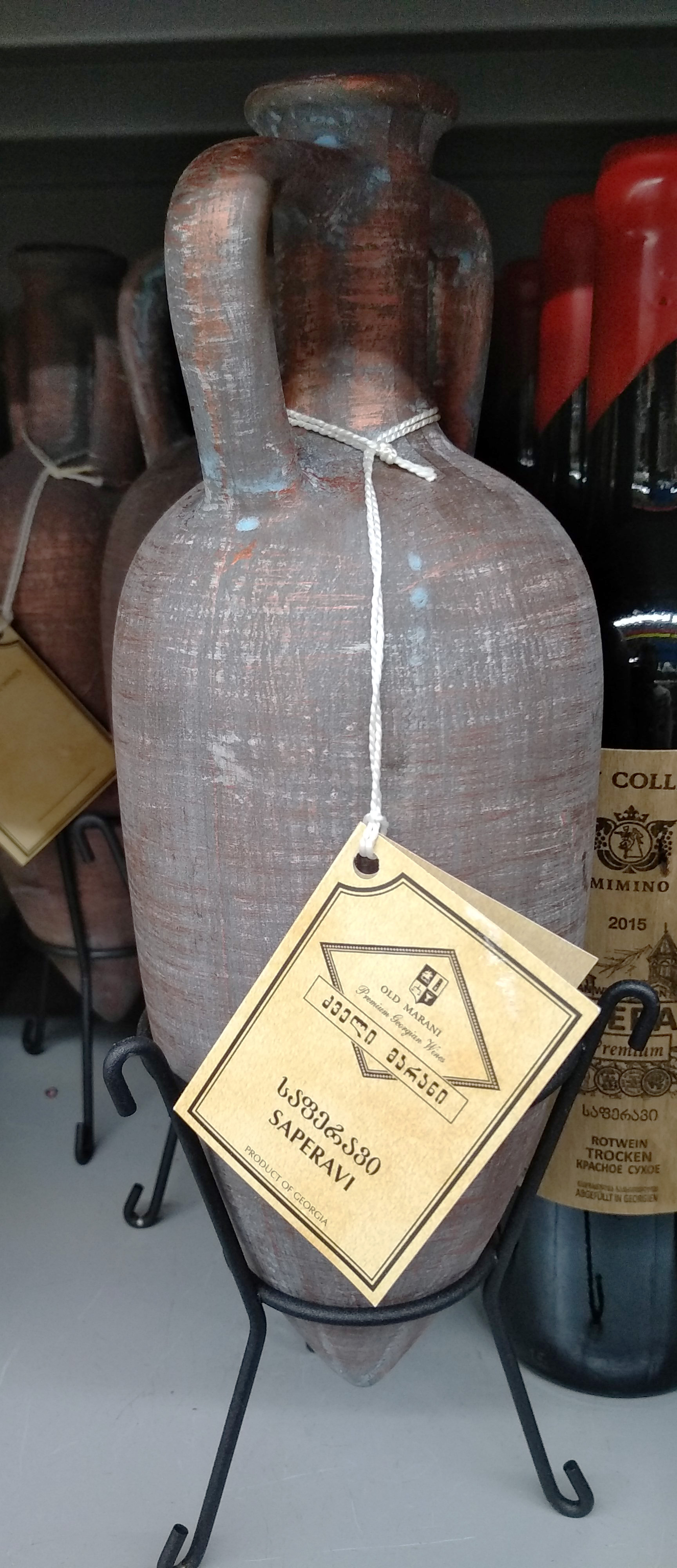
Vin vendu en petite amphore dans le commerce.

Certains vins peuvent être vendus dans des amphores de petite taille, mais cela ne doit pas être confondu avec la méthode de vinification qui peut avoir été complètement différente. C'est un aspect commercial destiné à la vente.